# Хоэнталь, Себастьян
Себастьян Хоэнталь (швед. Sebastian Hohenthal родился 5 ноября 1984 года в Муре) — шведский автогонщик.

## Карьера

### Картинг
Хоэнталь выступал в картинге с 1995 по 2000. На протяжении этого периода он выиграл Dalacupen Formula Micro в 1996, Tom Trana Trophy ICA Junior в 1999, скандинавских и шведских чемпионатах ICA Junior в 2000.

### Формула-Форд
Хоэнталь перешёл в формульные класы в 2001, участвую в шведских и скандинавских чемпионатах Формулы-Форд. В 2003, он выиграл несколько титулов в команде раллийного гонщика Стига Бломквиста выиграл несколько титулов. В том же году он перешёл на британскую гоночную сцену за команду Nexa Racing. Его первой гоночной серией здесь стала Британская Формула-Форд Зимняя серия, в которой он также одержал победу.
Это было предпосылкой для полноценного выступления в основной серии, где он закончил чемпионат на третьем месте. На той же позиции он финишировал на Фестивале Формулы Форд на трассе Брэндс-Хэтч установив быстрейший круг.

### Формула-Рено
В 2005 Хоэнталь перешёл в Британскую Формулу-Рено за команду Fortec Motorsport. Первый сезон он завершил на четвёртом месте, следующий сезон принёс ему чемпионский титул, он заработал пять поул-позиций и семь побед из 20 гонок.
Также он принял участие в одном этапе Азиатской Формулы-Рено в 2006, но очков не набирал.

### Формула-3
Хоэнталь продолжил своё партнёрство с Fortec в Британской Формуле-3 в 2007, заработав победу на трассе Брэндс-Хэтч и поул-позицию в Тракстоне и заработал девятое место по итогам чемпионата. Он продолжил выступать за Fortec  в чемпионате 2008 года и выиграл гонку на трассе Рокингем, но ушёл из серии после этапа в СПА, и не смог побороться за личный зачёт.

### Формула-2
Хоэнталь подписал контракт на выступление в возрождённой серии ФИА Формула-2 в 2009. Он как и его соотечественник Ронни Петерсон, который выиграл 1971, будет за рулём болида под номером 2.

## Результаты выступлений

### Гоночная карьера
| Сезон | Серия                           | Команда                   | Гонки | Поулы | Победы | Очки | Место |
| ----- | ------------------------------- | ------------------------- | ----- | ----- | ------ | ---- | ----- |
| 2001  | Формула-Форд Zetec Nordic       | Jan Lindblom Racing       | 8     | ?     | 0      | 130  | 3     |
| 2001  | Формула-Форд Zetec Sweden       | Jan Lindblom Racing       | ?     | ?     | ?      | 39   | 10    |
| 2002  | Формула-Форд Zetec Nordic       | Eje Elgh Motorsport       | ?     | ?     | ?      | 20   | 8     |
| 2002  | Формула-Форд Zetec Sweden       | Försvarsmakten Racing     | ?     | ?     | ?      | 126  | 4     |
| 2003  | Формула-Форд Zetec Nordic       | Stig Blomqvist Motorsport | 4     | ?     | 3      | 85   | 1     |
| 2003  | Формула-Форд Zetec Sweden       | Stig Blomqvist Motorsport | ?     | ?     | ?      | 131  | 1     |
| 2003  | Формула-Форд Зимняя серия UK    | Nexa Racing               | 4     | 0     | 1      | ?    | 1     |
| 2004  | Формула-Форд UK                 | Nexa Racing               | 18    | 0     | 0      | 409  | 3     |
| 2004  | Фестиваль Формулы-Форд          | Nexa Racing               | 1     | 0     | 0      | N/A  | 3     |
| 2005  | Формула-Рено 2.0 UK             | Fortec Motorsport         | 20    | 2     | 1      | 380  | 4     |
| 2006  | Формула-Рено 2.0 UK             | Fortec Motorsport         | 20    | 5     | 7      | 481  | 1     |
| 2006  | Asian Formula Renault Challenge | M3-Prema Formula Racing   | 1     | 0     | 0      | 0    | НКЛ   |
| 2007  | Британская Формула-3            | Fortec Motorsport         | 22    | 1     | 1      | 101  | 9     |
| 2008  | Британская Формула-3            | Fortec Motorsport         | 16    | 0     | 1      | 105  | 7     |
| 2009  | ФИА Формула-2                   | MotorSport Vision         | 10    | 0     | 0      | 7    | 14    |

### Результаты выступлений в Формуле-2
| Легенда к таблице |                                                                    |
| --- | ------------------------------------------------------------------ |
| В таблице перечислены результаты всех гонок, в которых принимал участие гонщик. Строками таблицы являются сезоны, столбцами — этапы соревнований. В каждой клетке указаны сокращённое название этапа и результат, дополнительно обозначенный цветом. Расшифровка обозначений и цветов представлена в нижеследующей таблице. |                                                                    |
| \| Пример \| Описание \| \| ------------ \| ------------------------------------------------------------------ \| \| 1 \| Победитель \| \| 2 \| Второе место \| \| 3 \| Третье место \| \| 5 \| Финишировал, заработав очки \| \| Сход \| Не финишировал, но при этом заработал очки \| \| 12 \| Финишировал, не получив очков \| \| НКЛ \| Финишировал, но не попал в финальную классификацию \| \| 15 \| Участвовал вне зачёта, либо по отдельной классификации \| \| 18 \| Не финишировал, но попал в финальную классификацию \| \| Сход \| Не финишировал \| \| НКВ \| Не прошёл квалификацию \| \| НПКВ \| Не прошёл предквалификацию \| \| ДСК \| Дисквалифицирован \| \| ИСК \| Исключён из протокола соревнований \| \| ТТ \| Заявлен для участия только в тренировках \| \| НС \| Участвовал в квалификации, но не стартовал в гонке \| \| Т \| Травмирован или болен \| \| ОТК \| Отказ от участия \| \| НТР \| Прибыл на соревнования, но на трассу не выезжал \| \| НПР \| Был заявлен в числе участников, но не прибыл к началу соревнований \| \| О \| Соревнования отменены \| \| \| Не участвовал \| \| Поул-позиция \| \| \| Быстрый круг \| \| |                                                                    |
| Пример | Описание                                                           |
| 1 | Победитель                                                         |
| 2 | Второе место                                                       |
| 3 | Третье место                                                       |
| 5 | Финишировал, заработав очки                                        |
| Сход | Не финишировал, но при этом заработал очки                         |
| 12 | Финишировал, не получив очков                                      |
| НКЛ | Финишировал, но не попал в финальную классификацию                 |
| 15 | Участвовал вне зачёта, либо по отдельной классификации             |
| 18 | Не финишировал, но попал в финальную классификацию                 |
| Сход | Не финишировал                                                     |
| НКВ | Не прошёл квалификацию                                             |
| НПКВ | Не прошёл предквалификацию                                         |
| ДСК | Дисквалифицирован                                                  |
| ИСК | Исключён из протокола соревнований                                 |
| ТТ | Заявлен для участия только в тренировках                           |
| НС | Участвовал в квалификации, но не стартовал в гонке                 |
| Т | Травмирован или болен                                              |
| ОТК | Отказ от участия                                                   |
| НТР | Прибыл на соревнования, но на трассу не выезжал                    |
| НПР | Был заявлен в числе участников, но не прибыл к началу соревнований |
| О | Соревнования отменены                                              |
| | Не участвовал                                                      |
| Поул-позиция |                                                                    |
| Быстрый круг |                                                                    |

| Год  | № | 1        | 2        | 3          | 4        | 5        | 6        | 7          | 8        | 9       | 10      | 11    | 12    | 13    | 14    | 15    | 16    | Место | Очки |
| ---- | - | -------- | -------- | ---------- | -------- | -------- | -------- | ---------- | -------- | ------- | ------- | ----- | ----- | ----- | ----- | ----- | ----- | ----- | ---- |
| 2009 | 2 | ВАЛ 1 10 | ВАЛ 2 13 | БРН 1 Сход | БРН 2 12 | СПА 1 17 | СПА 2 12 | БРХ 1 Сход | БРХ 2 14 | ДОН 1 6 | ДОН 2 5 | ОШЕ 1 | ОШЕ 2 | ИМО 1 | ИМО 2 | КАТ 1 | КАТ 2 | 14    | 7    |